# Isol

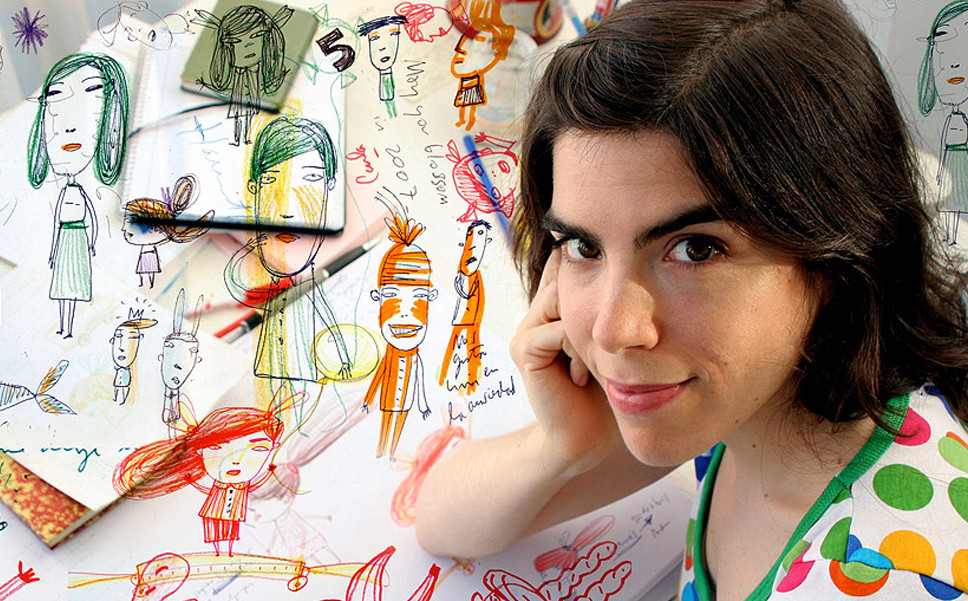
La reconocida ilustradora infantil Isol Misenta

Marisol Misenta, conocida como Isol (Buenos Aires, 1972), es una reconocida dibujante y autora de libros ilustrados argentina. También es cantante, se desempeñó dentro del ámbito del pop y de la música clásica. Muestra una particular pasión que sintetiza la plástica, la literatura y el cómic de autor.

## Biografía
Creció en el barrio de Caballito en la Ciudad de Buenos Aires, en una familia muy influenciada por el arte y los libros.
Su madre canta música barroca y su padre es escritor y pintor.
Su hermano Federico Zypce es músico y ambos formaron el dúo musical SIMA.
Laboralmente, pasó por agencias de publicidad, ilustraciones para medios gráficos y decoración de muebles.

## Estudios
Hizo el Magisterio en Bellas Artes en la Escuela Nacional “Rogelio Yrurtia”. 
También pasó unos años por la carrera de Licenciatura en Artes, en la UBA, que abandonó para dedicarse de lleno a trabajar como ilustradora para prensa y autora de libros-álbum para niños. 

## Libros
En su trabajo literario le gusta trabajar con el humor y lo absurdo. Define su estilo marcado por la línea, con dibujos desenfadados, influenciado por el cómic en la expresividad de los personajes.
Sus libros, con su estilo personal de contar historias dibujadas (candorosas pero irónicas a la vez), han tenido la fortuna de ser publicados en México, España, Francia, Suiza, Corea, EE. UU. y Argentina.
Su primer libro, Vida de perros, fue publicado en 1997, tras recibir una Mención de Honor en el Concurso "A la orilla del Viento", organizado por el Fondo de Cultura Económica de México. A partir de allí, ha continuado publicando libros como autora integral, a la vez que ha ilustrado textos de escritores como Graciela Montes, Jorge Luján y Paul Auster. 
Por otro lado, su libro Petit, el monstruo, inspiró a una serie animada infantil.

### Lista de títulos publicados
Entre sus libros publicados, podemos encontrar:
- Cosas que pasan (Fondo de Cultura Económica, México,1998)
- Regalo sorpresa (Fondo de Cultura Económica, México,1998).
- Aroma de galletas, con texto de Antonio Fernández Molina, (Media Vaca, España, 1999).
- Intercambio cultural (Fondo de Cultura Económica, 2000)
- Equis y Zeta, con textos de Jorge Luján (Ed. Altea, México, 2001)
- Tic Tac con textos de Jorge Luján (Alfaguara México, 2001).
- El globo (Fondo de Cultura Económica, México, 2002).
- Secreto de familia (Fondo de Cultura Económica, México, 2003).
- El cuento de Auggie Wren, con texto de Paul Auster (Editorial Lumen, España, 2003).
- Mon corps et moi con texto de Jorge Luján (Ediciones Rouergue, Francia, 2003).
- Piñatas (Editorial del Eclipse, Argentina, 2004).
- Ser y parecer, con textos de Jorge Luján (SM, México, 2005).
- Petit, el monstruo (Ed. RBA, España, 2006).
- Tener un patito es útil (Fondo Cultura Económica, México, 2007)
- Numeralia, con textos de Jorge Luján (Ed. Fondo de Cultura, México, 2007).
- El bazar de los juguetes, versión de un tango de Yiso (Editorial Además, Buenos Aires, 2008)
- Pantuflas de perrito, con texto de Jorge Luján y la participación de niños de Latinoamérica. (Editorial Almadía, México, 2009).
- La bella Griselda (Fondo de Cultura Económica, México, 2010)
- Cosas que pasan (Fondo de Cultura Económica, México, 2010)
- Nocturno (Fondo de Cultura Económica, México, 2011). Consagrado mejor libro álbum 2012 por el Banco del Libro de Venezuela.
- El menino (Océano Travesía, 2015)
- Abecedario a mano (Fondo de Cultura Económica, 2016)
- Imposible (Fondo de Cultura Económica, México, 2018)
- La costura (Fondo de Cultura Económica, México, 2021). Seleccionado entre los 100 libros del listado The BRAW Amazing Bookshelf 2022 de la Feria de Bolonia.

## Poesía
La autora había escrito poesía desde muy temprana edad. En los años 1990 realizó un par de autopublicaciones Babazul (1991) y La jaula está abierta (1992). El resto de su obra poética se había mantenido inédita hasta hace poco bajo el título Yo no era nadie y estaba bien (Neutrinos, Buenos Aires, 2024). Este volumen reúne poesía escrita entre 1991 y 2024.

## Cómics
Entre sus Cómics, podemos encontrar:
- El circo (Edición Autogestionada, Buenos Aires, 1993)
- Vidas ejemplares (1994)
- La clave de su éxito (Lápiz Japonés, Buenos Aires, 1995)
- Feliz cumpleaños (Revista La Grieta, La Plata, 1996)
- Los milagros del Querubín Valenciano (Fancomic!, Valencia, España)
- Amablemente (Ojo Mágico, Porto Alegre, Brasil, 1998)
- Nubes (Ganadería Trashumante, Valencia, España, 1998)
- Manualidades (Revista Vestite y Andate, Buenos Aires, 1999)
- Equis y Jota - Vol 1 (Altea, México)
- La florista (Consecuencias - Historieta Argentina, Injuve, Casa de América, Madrid, España, 2000)
- Equis y Jota - Vol 2 (Altea, México, 2002)

## Premios y Menciones
Premio Astrid Lindgren Memorial Award 2013 ALMA (Consejo Nacional de Cultura de Suecia) por toda su obra.
- Mención Especial como Finalista en el Premio Hans Christian Andersen[10] 2006 y 2007 (elegida entre los cinco mejores ilustradores de libros para niños del mundo)

IBBY/International Board of Books for Young People, Suiza.
- Nominada por Banco del Libro de Venezuela, miembro del IBBY, para el Astrid Lindgren Memorial Award 2008 (Consejo Nacional de Cultura de Suecia

- Seleccionada por el American Institute of Graphic Arts (AIGA), de USA, por el libro Tener un patito es útil para formar parte de su prestigioso anuario y exhibición "AIGA 50 Books/50 Covers 2007" por su concepto y diseño.[11]

- Medalla de plata en los Premios Quórum (Consejo de Diseñadores de México) por el libro Tener un patito es útil.

- Premio Golden Apple en Bienal de Ilustración de Bratislava 2003, Eslovaquia, por las ilustraciones del libro Tic Tac (con texto de Jorge Luján, editado por Alfaguara México en 2003 y por Editions du Rouergue, Francia, 2005).

- Premio ALIJA (Asociación de Libro Infantil y Juvenil Argentina) por el libro Piñatas (Ed. Del Eclipse, Argentina) como mejor libro integral de 2004.[12]

- Mención Especial The White Ravens List 2003 (Internationalen Jugendbibliothek, Múnich) por el libro El cuento de Navidad de Auggie Wren (texto de Paul Auster, editorial Sudamericana, 2003).

- Selección The White Ravens 2002 por el libro El Globo y en 2004 por Secreto de familia (ambos editados por FCE México).[13]

- Primer Premio de Ilustración en el Concurso Internacional de Diseño para Prensa (Porto Alegre, Brasil, 1998).

- Mención Honorífica en el Certamen “A la orilla del viento” (organizado por el Fondo de Cultura Económica) en 1997.

## Algunas exhibiciones
- Muestra When Cows Fly Argentina Invitado de Honor en Bologna Children Books Fair, Italia 2008.
- Children´s Picture Books – The Contemporary Story Nordiska Akvarellmuseet, Suecia 2008.
- Sarmede 25a Mostra Internazionale d’Illustrazione per l’Infanzia, Italia 2007.
- An Imaginary Library - Children´s books that doesn´t exist (yet) Exhibición en la Internationale Jugend Bibliothek, Múnich, Alemania 2007.
- MINIMONDI' (Exhibición individual)en el marco del Festivalde literatura infantil y juvenil en Parma, Italia, febrero 2007.
- PANTA RHEI (Exhibición individual) Madrid 2005.
- BIB Japan 2004- Urawa Art Museum, Japón (julio/agosto de 2004).
- Instalación en AECI (Asociación Española de Cooperación Internacional) de Buenos Aires (noviembre de 2004). The White Ravens 2004- Fiera del Libro per Ragazzi de Bologna, Italia (abril de 2004).
- Magic Pencil (British and argentinian illustrators) org British Council, 2004.
- The White Ravens 2003- Fiera del Libro per Ragazzi de Bologna, Italia (abril de 2003). BIB 2003 Bratislava, Eslovaquia (septiembre de 2003).
- Centro Cultural Recoleta, exhibición individual “Ridículo y precioso”, (Buenos Aires, julio de 2002).
- Casa de América, Injuve, Muestra “Consecuencias”, Madrid 2001.

## Videografía/Discografía
Con ENTRE RÍOS
1. Salven las sirenas.
2. Si hoy.
3. Altas horas.
4. Hoy no (Isol no aparece en el video pero la canción usada fue la que Isol grabó con el grupo).

Con SIMA
1. La culpa.
2. Doppelganger.
3. El día llegó.